# ماكس تراب
ماكس تراب (بالألمانية: Max Trapp)‏ هو معلم موسيقى وملحن ألماني، ولد في 1 نوفمبر 1887 في برلين في ألمانيا، وتوفي بنفس المكان في 31 مايو 1971.

## وصلات خارجية
- ماكس تراب على موقع أوليمبيديا (الإنجليزية)

- ماكس تراب على موقع ميوزك برينز (الإنجليزية)